# مادلن رابینسون
مادلن رابینسون (فرانسوی: Madeleine Robinson‎؛ ۵ نوامبر ۱۹۱۶ – ۱ اوت ۲۰۰۴) هنرپیشه اهل فرانسه بود. از فیلم‌هایی که وی در آن حضور داشته است، می‌توان به محاکمه، هفت روز در ژانویه و کامیل کلودل اشاره کرد.